# خانه زرد
خانهٔ زرد (به هلندی: Het gele huis) که خیابان هم نامیده می‌شود. یک نقاشی رنگ روغن است که در سال ۱۸۸۸ توسط ونسان ون گوگ نقاش هلندی سبک پسادریافتگری قرن نوزدهم کشیده شده‌است.
این نام اشاره‌ای است به طرف راست ساختمان شماره ۲، میدان لامارتین، شهر ارل فرانسه؛ خانه‌ای که ونسان ون گوگ در ماه مه سال ۱۸۸۸ اجاره کرد. خانه چهار اتاق داشت؛ دو اتاق بزرگ در طبقه هم‌کف برای استفاده به عنوان کارگاه هنری و آشپزخانه، و دو اتاق کوچک‌تر در طبقه اول که یکی از آن‌ها رو به میدان لامارتین بود. پنجره طبقه اول نزدیک گوشه اتاق که هر دو لنگه آن باز است، اتاق میهمان ون گوگ است، جایی که پل گوگن نه هفته، از اواخر اکتبر ۱۸۸۸ در آنجا زندگی کرد. پشت پنجره جلویی، که یک لنگه آن باز است، اتاق خواب ون گوگ است. دو اتاق کوچک پشتی بعدها توسط ون گوگ اجاره شد.
طرف چپ یک بقالی است. (که به فرانسوی بالای آن Comestibles نوشته شده‌است.)
ساختمان، قبل از آنکه در بمباران روز ۲۵ ژوئن سال ۱۹۴۴ توسط متفقین به سختی خسارت ببیند، بارها بازسازی و بعدها ویران شد.
ون گوگ اشاره کرده‌است که رستوران، جایی که او عادت داشت غذاهایش را بخورد، در ساختمانی که صورتی رنگ شده نزدیک گوشه چپ نقاشی است. (ساختمان ۲۸ میدان لامارتین) و توسط بیوه ونیک، که صاحبخانه ون گوگ و صاحب چندین ساختمان موجود در نقاشی هم بود، اداره می‌شد.
در سمت راست خانه زرد، خیابان مون ماژور قرار دارد که به دو پل راه‌آهن ختم می‌شود. خط اول، با تنها قطاری که عبور می‌کند، منطقه را به لیونل مرتبط می‌کند، که در جهت مقابل (سمت راست) ساحل رودخانه رُن قرار دارد. خط دیگر به شرکت راه‌آهن P. -L. -M تعلق دارد.
در جلو صحنه سمت چپ، پیاده‌رویی وجود دارد، که دور باغ‌های میدان لامارتین قرارگرفته‌است. گودالی که در سمت چپ تا خیابان مون ماژور و به سمت پل‌ها ادامه یافته برای نصب لوله‌های گاز است، که موجب شد بعدها ون گوگ در گالری هنری‌اش هم چراغ گاز نصب کند.

## کشیدن تابلو

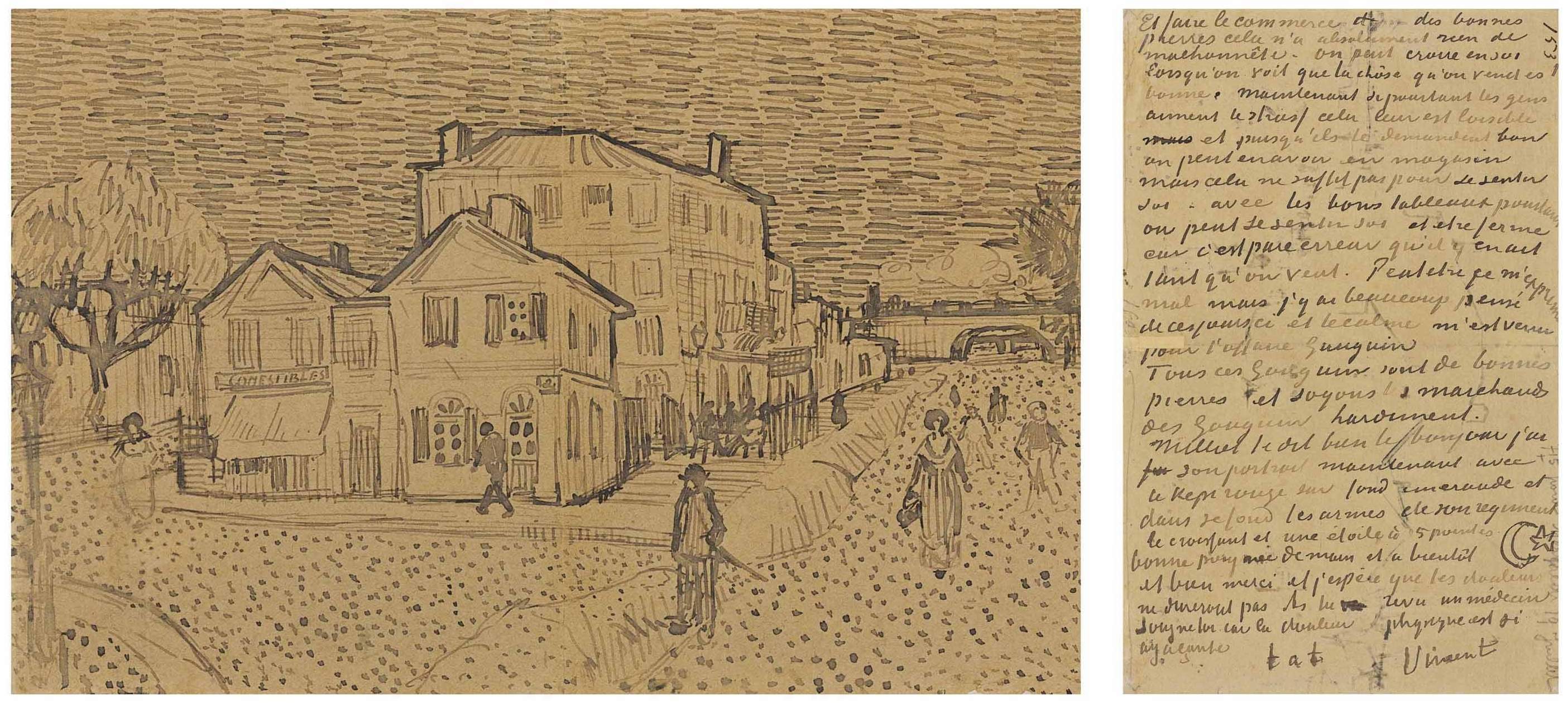
نامه شماره ۴۹۱ ون گوگ، توضیح و طرح خانه زرد

نقاشی در سپتامبر سال ۱۸۸۸ کشیده شد. در آن زمان ون گوگ طرحی از کار هنری اش را برای برادرش تئو فرستاد.

## نقاشی‌های دیگری از خانه زرد

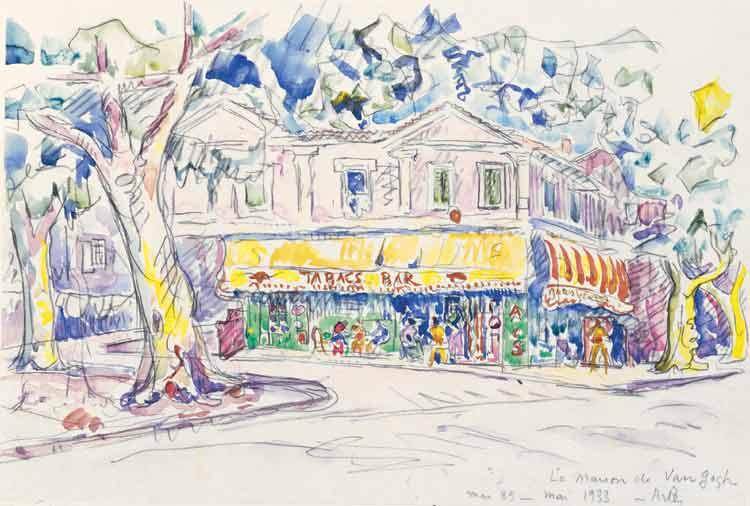
پل سینیاک: خانه ون گوگ, ۱۹۳۲. آبرنگ؛ مجموعه خصوصی

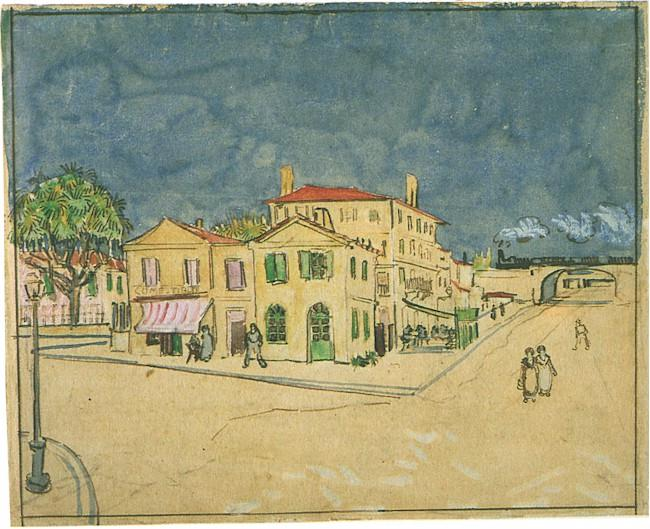
آبرنگ

هیچ طرح اولیه برای این کار هنری شناخته نشده‌است، اما ساختمان‌ها در چند کار دیگر ون گوگ هم نشان داده شده‌اند. این نقاشی آبرنگ براساس نقاشی ون گوگ کشیده شده‌است.
ده‌ها سال بعد پل سینیاک، رفیق و حامی ون گوگ، حداقل دو نقاشی آبرنگ از آن مکان کشید.

## شجره نامه
این نقاشی همیشه تحت مالکیت خانواده هنرمند بوده‌است. از سال ۱۹۶۲، در مالکیت مؤسسه ونسان ون گوگ -که وینسنت ویلمینا ون گوگ برادرزاده ونسان آن را تأسیس کرد- بود؛ و به صورت دائمی به موزه ونسان ون گوگ در آمستردام قرض داده شد.

## از دهه ۱۹۴۰
خود خانه زرد دیگر موجود نیست. این خانه در دهه ۱۹۴۰ در طی جنگ جهانی دوم از بین رفت. مکانی که نقاشی آن کشیده شده‌است، بدون خانه تقریباً همان شکل است. با وجود از بین رفتن ساختمان مورد نظر یکپارچه نوشته برای یادبود آن در آن مکان نصب شده‌است.